# Alejandro Callejas
Callejas  Santos est un nom espagnol. Le premier nom de famille, en général paternel, est Callejas ; le second, en général maternel, souvent omis, est Santos.
Edison Alejandro Callejas Santos (né le 25 novembre 2000 à Bogota) est un coureur cycliste colombien, membre de l'équipe mexicaine Petrolike.

## Biographie
Né à Bogota, Alejandro Callejas réside habituellement dans la localité de Busbanzá. Il découvre le cyclisme durant son enfance par l'intermédiaire de son père, un grand passionné de vélo. Dans les catégories de jeunes, il est formé au sein de la structure Calzado Goci, implantée à Busbanzá. Il y bénéficie notamment du soutien de Rodolfo Torres,, lui-même coureur cycliste, qui entraîne les jeunes colombiens de cette équipe. Son frère aîné Jhonatan a lui aussi pratiqué ce sport en compétition. 
Lors de la saison 2022, il se révèle en gagnant l'étape reine de la Vuelta de la Juventud, chez les espoirs. Il termine également à deux reprises parmi les dix premiers sur des étapes du Tour de Colombie. La même année, il s'impose sur la Clásica Rubén Darío Gómez, disputée dans le département de Risaralda. Il rejoint ensuite la nouvelle équipe continentale Petrolike, qui évolue sous licence mexicaine. Toujours actif en Colombie, il se classe onzième de son Tour national en 2023. Il s'impose par ailleurs sur la Clásica de Fusagasugá en mai 2024, sous les couleurs d'une ligue départementale. Peu de temps après, il réintègre la formation Petrolike, avec laquelle il participe à ses premières courses européennes.  
En 2025, il court exclusivement sur le territoire européen. Bon grimpeur, il obtient son premier résultat notable au mois de mars en finissant treizième de l'étape reine du Gran Camiño. Le 17 avril, il crée la surprise en remportant l'étape la plus difficile du Tour des Abruzzes, sous des conditions météorologiques dantesques. Il s'agit de sa première victoire acquise sur une épreuve inscrite au calendrier de l'UCI.

## Palmarès
- 2022
  - 6e étape de la Vuelta de la Juventud
  - Clásica Rubén Darío Gómez :
    - Classement général
    - Prologue
- 2024
  - Clásica de Fusagasugá
- 2025
  - 3e étape du Tour des Abruzzes